# Soulamea trifoliata
Soulamea trifoliata är en bittervedsväxtart som beskrevs av Henri Ernest Baillon. Soulamea trifoliata ingår i släktet Soulamea och familjen bittervedsväxter. Inga underarter finns listade i Catalogue of Life.